# 南通西站 (地铁)
南通西站是南通轨道交通1号线的地铁车站，位于中华人民共和国江苏省南通市通州区国铁南通西站下方，于2022年11月10日开通。

## 车站结构

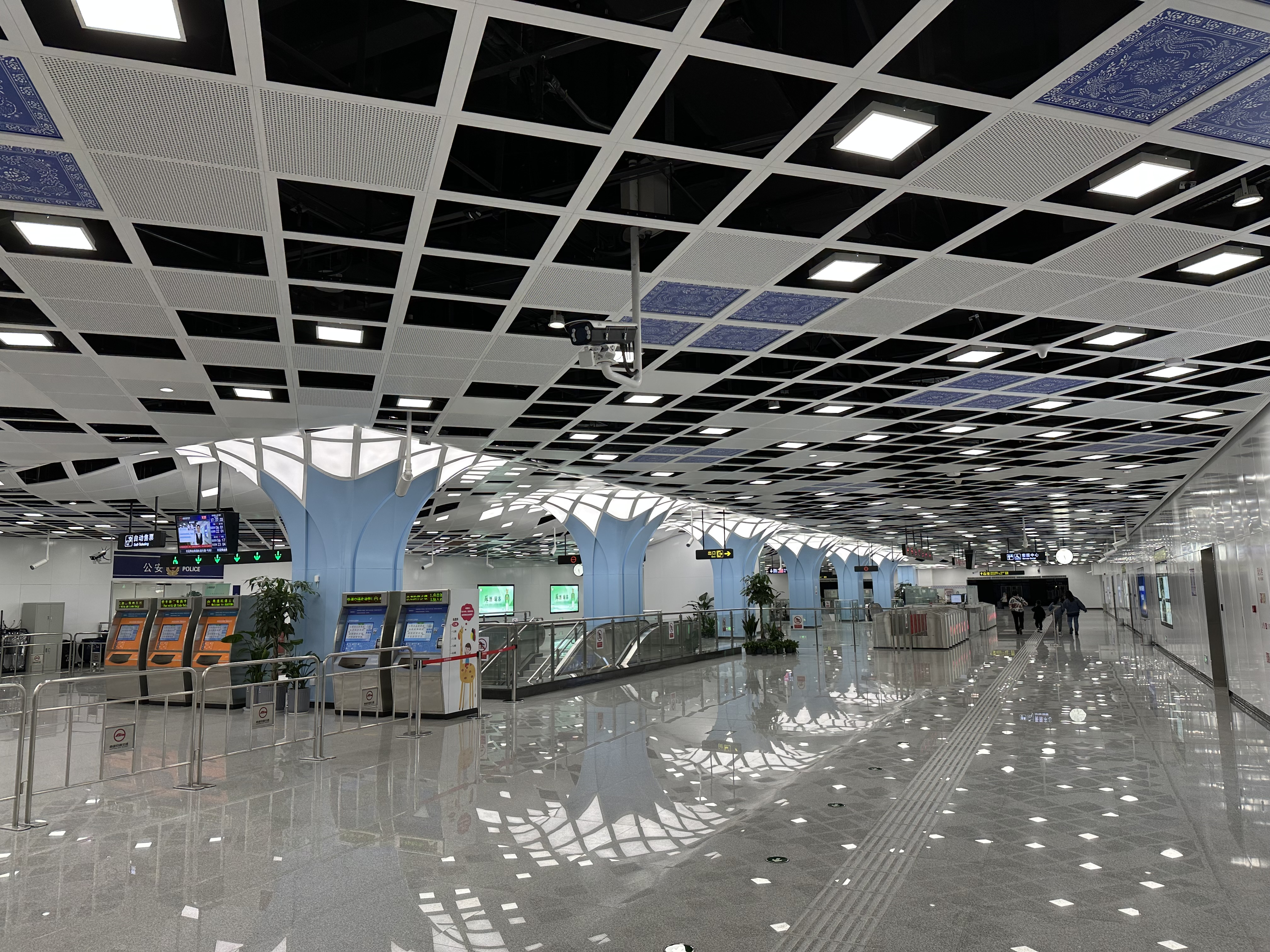
车站站厅

地铁南通西站垂直于沪通铁路南通西站站房布置，大致呈东西走向，车站长213.15米，宽度21.7米，为地下两层岛式站台车站。车站地下一层为站厅层，地下二层为站台层，站台宽度13米。
| 地面              | 国铁南通西站 | 国铁南通西站                                                                                        |
| 地下一层          | 站厅及出入口 | 客服中心、自动售票机、验票机、1-2、5-6出入口                                                        |
| 地下二层          | 站台层       | \| \| \| 1号线往平潮（終點站） \| \| 島式 · 開左邊车门 \| \| \| \| \| \| 1号线往振兴路（集成村） \| |
|                   |              | 1号线往平潮（終點站）                                                                               |
| 島式 · 開左邊车门 |              | |
|                   |              | 1号线往振兴路（集成村）                                                                             |

## 车站出口

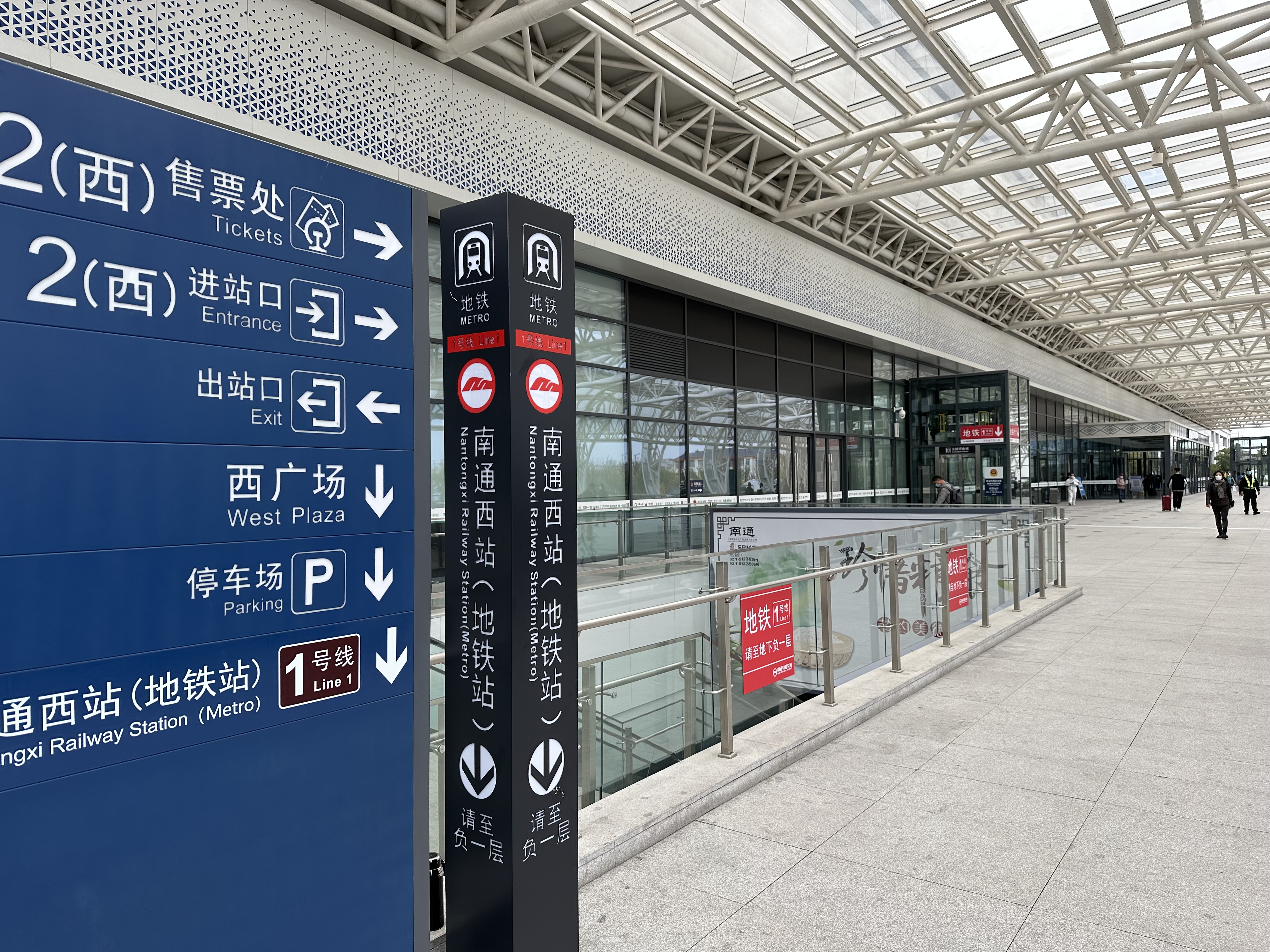
位于国铁车站出入口的地铁指示标识

地铁南通西站共设6个出口，其中1-3号口位于南通西站西广场下沉区域，4-6号口位于南通西站东广场下沉区域，3号口与4号口作为人防疏散口日常不启用，各出口及周围设施如下所示：
| 编号                | 周边信息                                             | 照片             | 无障碍设施 |
| ------------------- | ---------------------------------------------------- | ---------------- | ---------- |
| 1 · 出口 · （设有） | 西站大道，港平路，康平路，南通西站，南通汽车客运西站 | 南通西站1、2号口 |            |
| 2 · 出口            | 西站大道，港平路，康平路，南通西站，南通汽车客运西站 | 南通西站1、2号口 | 不適用     |
| · （不启用）        | 西站大道，港平路，康平路，南通西站，南通汽车客运西站 |                  |            |
| · （不启用）        | 海通路，港平路，康平路，南通西站                     |                  |            |
| 5 · 出口            | 海通路，港平路，康平路，南通西站                     | 南通西站5、6号口 | 不適用     |
| 6 · 出口 · （设有） | 海通路，港平路，康平路，南通西站                     | 南通西站5、6号口 |            |
| 图例： 设有         |                                                      |                  |            |

## 接驳交通

### 铁路
- 国铁沪苏通铁路、盐通铁路南通西站

### 公交车
- 南通西站：42路、286路、290路、291路、391路、395路、398路、629路、630路、803路、902路、如皋240路、如皋241路、如皋242路、如皋608路、游1路、游2路

## 历史
1号线初期规划本站为终点站，车站设置于国铁站房西广场，与国铁站房平行布置。后为便于与国铁车站换乘，车站改为与国铁站房垂直布置，但由此导致出入段线不能接入车辆段、线路起点折返能力不足的问题，后1号线优化设计方案，调整了车辆段位置并在车站西侧增设平潮站。
- 2022年11月10日，随1号线一期工程通车一同开通[1]。